# David Ancillon der Ältere
David Ancillon („der Ältere“ zur Unterscheidung von seinem gleichnamigen Sohn; * 17. März 1617 in Metz; † 3. September 1692 in Berlin) war ein französischer, später preußischer reformierter Theologe und Pfarrer.

## Leben
Ancillon war ein Sohn des Juristen Abraham Ancillon, der trotz seines reformierten Bekenntnisses Mitglied des Parlaments von Metz wurde. Nach dem Studium an der Universität Genf ab 1633 wurde er 1641 Pfarrer in Meaux. 1653 kehrte er als Pfarrer in seine Geburtsstadt zurück und war neben der Gemeindearbeit auch publizistisch tätig. So verfasste er gegen Richelieu eine Apologie Luthers, Zwinglis, Calvins und Bezas sowie eine Biographie von Guillaume Farel. Auch eine öffentliche Disputation mit dem römisch-katholischen Bischof Pierre Bédacier verschaffte ihm großes Ansehen.
Nach der Aufhebung des Edikts von Nantes floh er 1685 mit einem großen Teil seiner Gemeinde nach Frankfurt am Main und fand schnell eine Anstellung als Prediger im benachbarten Hanau. Im folgenden Jahr wurde er vom Großen Kurfürsten, der die Ansiedlung der französischen Protestanten in Brandenburg stark förderte, zum Prediger der Hugenottengemeinde in Berlin berufen. Als besonderes Ehrenzeichen ernannte der Kurfürst ihn auch zum Hofprediger.

## Familie
Aus Ancillons Ehe mit Marie Macaire (*ca. 1636 Paris, +1.10.1704 Berlin) gingen unter anderem der preußische Jurist und Diplomat Charles Ancillon, der die erste Biographie seines Vaters schrieb, und der Theologe David Ancillon der Jüngere (1670–1723), der seinem Vater als Pfarrer und Hofprediger nachfolgte, hervor. Auch weitere Nachkommen erlangten hohe Stellen im preußischen Staat; so wurde der Ururenkel Jean Pierre Frédéric Ancillon Erzieher des späteren Königs Friedrich Wilhelm IV. von Preußen und Außenminister.

## Schriften (Auswahl)
- Apologie De Luther, de Zwingle, de Calvin, & de Beze: Où Response Au Chapitre dixiéme du second Livre de la Methode de Monsieur le Cardinal de Richelieu. Lasché, Hanau 1666.
- L’idée du fidele Ministre de Jesus Christ, ou la vie de Guillaume Farel Ministre. Jean Garrel, Amsterdam 1691.
- Mélange critique de littérature recueilli des conversations de feu Monsieur Ancillon ... Eman & König, Basel 1698 (Digitalisat).